# Religions du Pérou précolombien
Cet article présente un aperçu des religions du Pérou précolombien et des régions avoisinantes. Avant l’arrivée des Européens, le Pérou a été le berceau de nombreuses cultures dont les systèmes religieux sont encore mal connus car, sans le support de l’écrit, ils doivent être déchiffrés à travers les représentations graphiques et les fouilles archéologiques. La religion inca se distingue de l’ensemble par la relative abondance des informations la concernant.

## Le temple de Kalasasaya à Tiwanaku

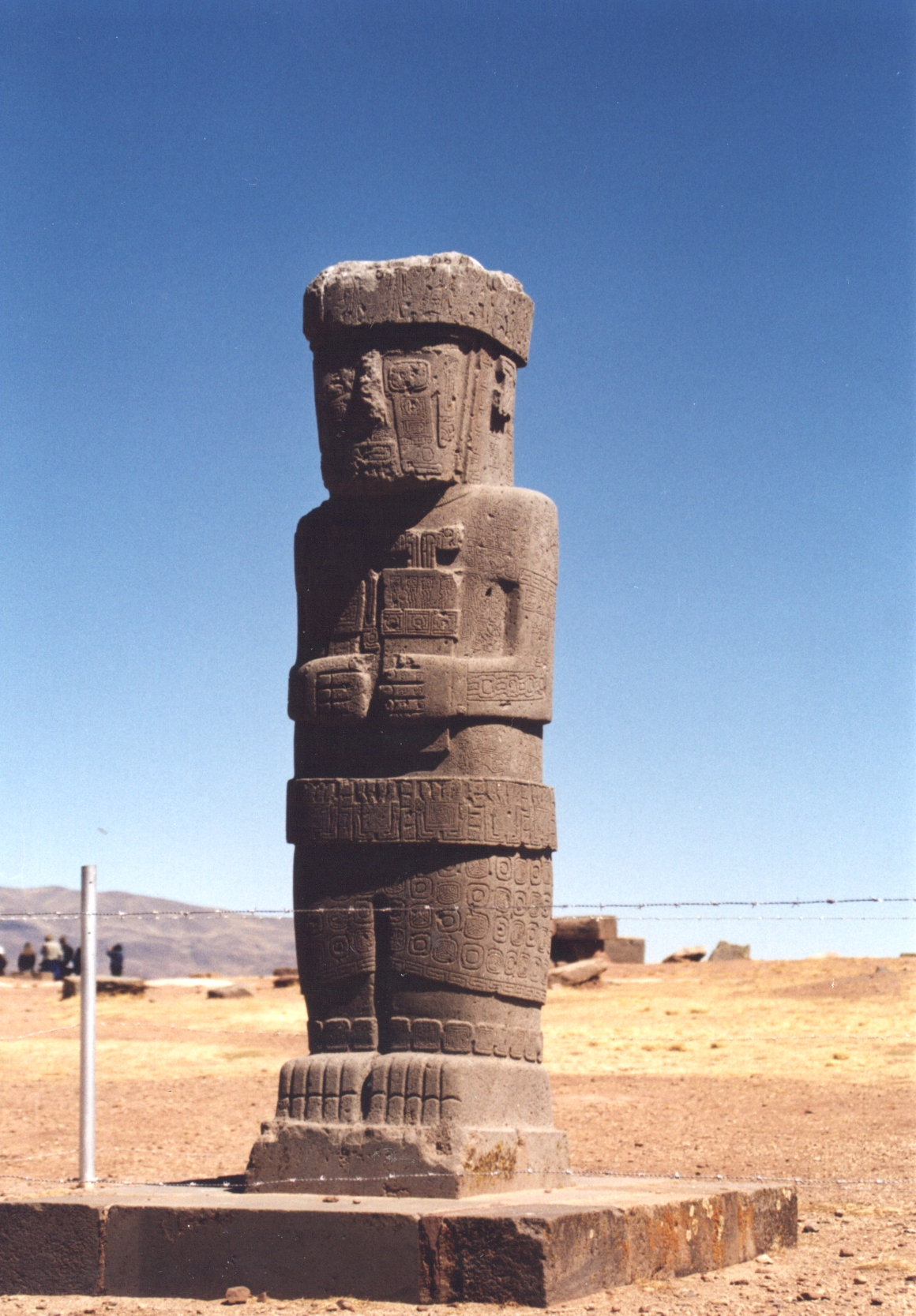
Statue anthropomorphe.

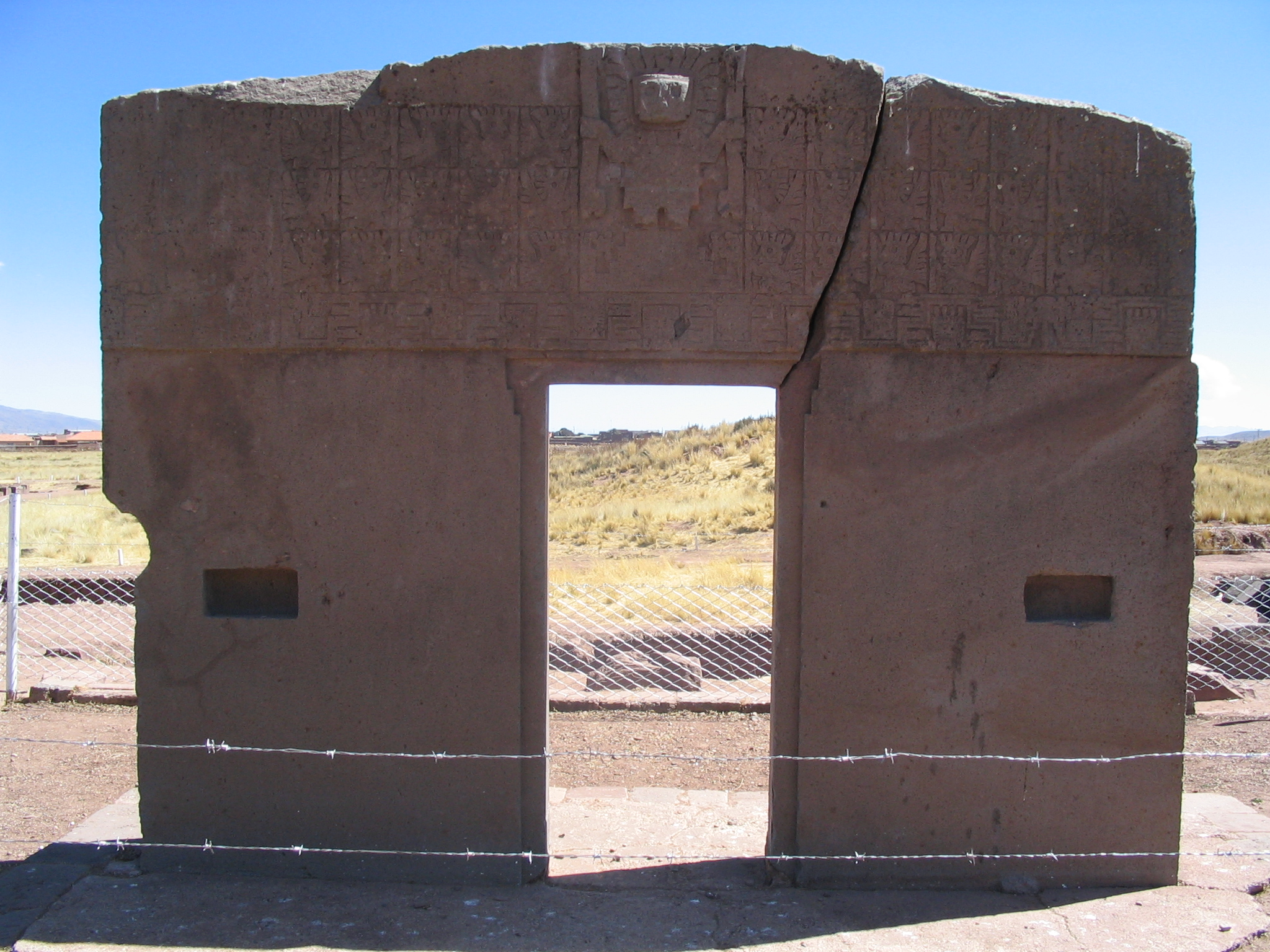
la porte du Soleil.

Tiwanaku est situé en Bolivie non loin du lac Titicaca et de la frontière péruvienne. Un des principaux sites archéologiques actuels de la civilisation de Tiwanaku (aussi orthographiée Tiahuanaco à l'espagnole) est la Cité du Soleil, lieu de célébration du dieu créateur Kon Tici Viracocha. Elle comporte de nombreux édifices à vocation cérémoniale dont le principal est le temple de Kalasasaya, une vaste enceinte close.
Les deux plus célèbres monuments environnants sont la pyramide à sept degrés d'Akapana et la fameuse Porte du Soleil, considérée par certaines recherches comme un repère astronomique du fait de son alignement avec le Soleil, et par d'autres comme un observatoire.

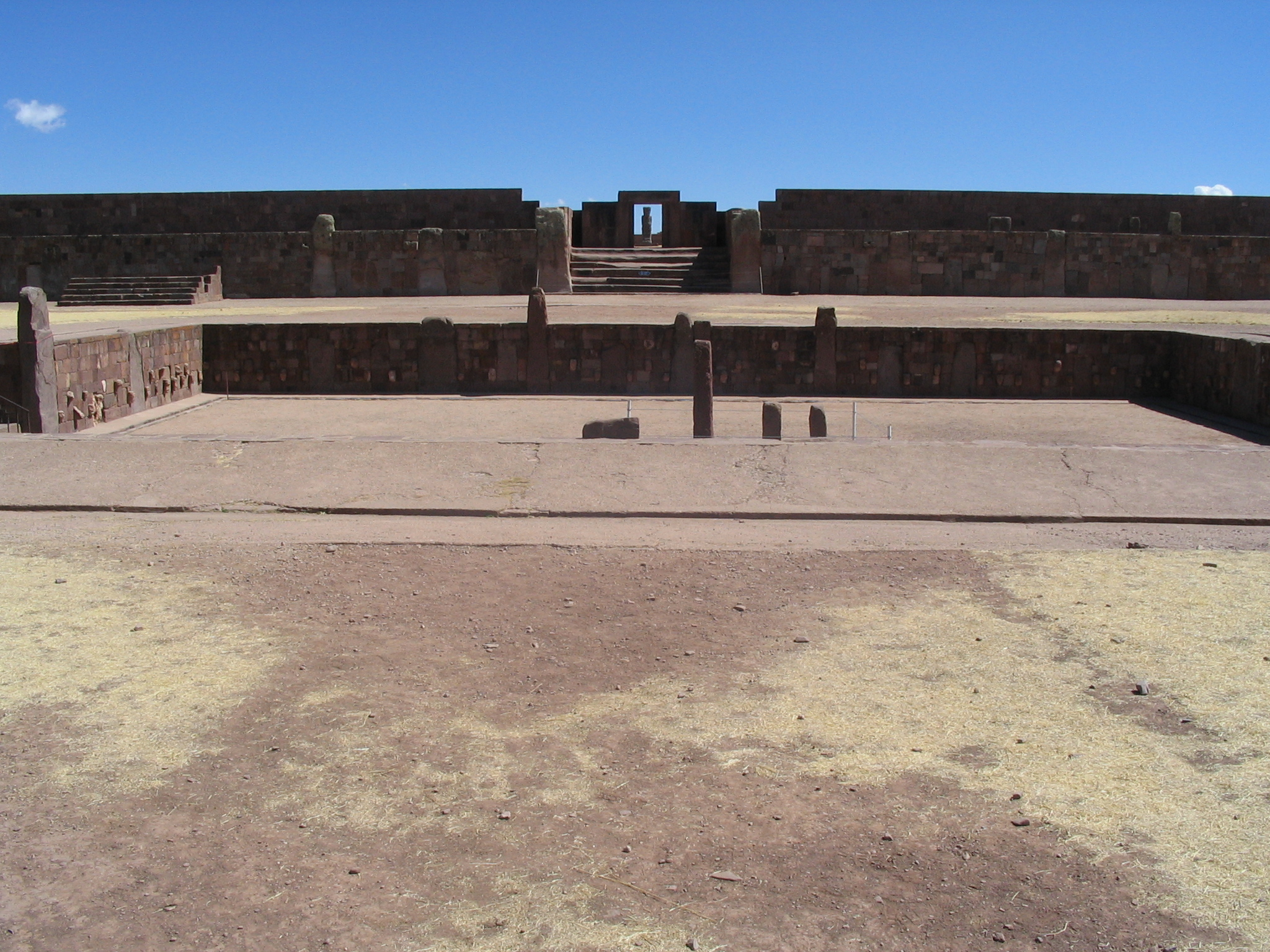
Le temple Sumisubterraneo à l'avant-plan et, au fond, le temple Kalasasaya

La pyramide d'Akapana peut apparaître comme une mini-réplique du temple de Kalasasaya, chacune de ses terrasses étant ornée de statues monolithiques sur ses bords. Une autre thèse interprète le monticule comme une figuration des montagnes de la Cordillère des Andes. Le sommet de la pyramide est occupé par des cases - dont l'usage reste inconnu - disposées autour d'une cour intérieure.
En contrebas de l’Akapana un contraste saisissant apparaît avec le temple semi souterrain. Celui-ci impressionne par son ingénieux système de canalisations traversant la pyramide pour faire jaillir de l'eau en haut de l'Akapana, qui se déversait ensuite d'un étage à l'autre, le spectacle devait être entre celui que dégage une rizière et celui d'une fontaine… Cette magnifique cascade artificielle symbolise certainement des sources du Nevado Illimani.
Enfin des monolithes, comme ceux de Bennett (du nom du découvreur Wendell Clark Bennett) et de Ponce, que certains archéologues rapprochent des moais de l'île de Pâques, sont dispersés à proximité du site.

## Dieu moche

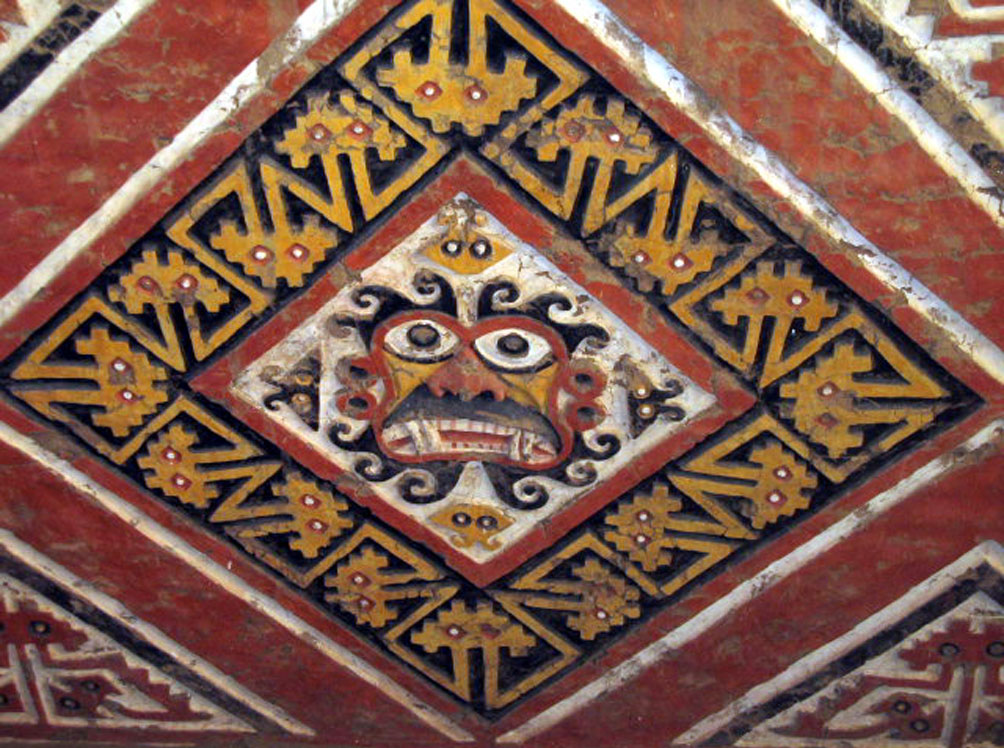
Le décapiteur sur une fresque murale de la huaca de la Luna située à proximité de la ville de Trujillo.

Les Moches vénéraient principalement une divinité baptisée Aiapaec, le dieu décapiteur (El Decapitador), que l'on trouve représentée sur de nombreuses céramiques et fresques. Il prend souvent la forme d'une araignée, ou encore d'une créature ailée ou d'un monstre marin. Lorsque le corps est entièrement représenté, on le voit toujours avec dans une main un couteau, et dans l'autre une tête tenue par les cheveux. On pense qu'il s'agit d'allusions au rituel de sacrifice humain pratiqué sur la huaca de la Luna.

## Religion inca

### Le culte du Soleil

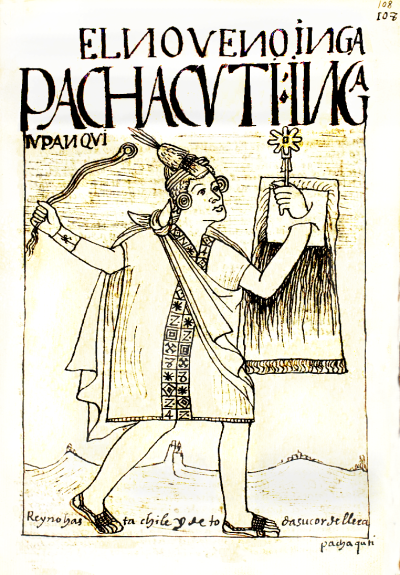
Pachacuti Inca Yupanqui (Cusi Yupanqui, surnommé Pachacútec "le Réformateur", celui qui a renversé l'ordre du monde), l'empereur ou Sapa Inca IX, avec ses attributs royaux : sa couronne composée du llautu (turban tressé en laine de vigogne de différentes couleurs) assujettissant sur le front la mascapaicha (frange de laine rouge) et les trois plumes de korekenke (le caracara montagnard andin, oiseau sacré), ainsi que le petit sceptre (maccana) ; et ses attributs guerriers : la fronde (waraq'a) aux projectiles d'or et le petit bouclier de bois peint portant le blason de l'empereur (pullcancca con su huifala). Il aurait rebâti le Coricancha (temple du Soleil à Cuzco), et commencé la construction de la citadelle du Machu Picchu. Dessin de Guamán Poma (XVIe siècle).

Dans les Andes, chaque communauté avait pour tradition de se réclamer originaire ou descendante de tel lieu sacré, de telle étoile ou de tel animal. C'est dans ce contexte que les Incas se veulent être les fils du Soleil appelé Inti en quechua. Pour leur contemporains, les victoires militaires et la politique éclairée des souverains incas semblent confirmer cette origine merveilleuse. Les Incas imposent donc le culte du Soleil comme culte officiel dans l'empire : l'idole solaire côtoiera la myriade de divinités adorées dans l'empire. Il ne s'agit pas pour autant d'un culte monothéiste mais plutôt d'un animisme d'État.
Pour instituer le culte, les Incas bâtissent des temples dédiés principalement au Soleil. Le plus célèbre de tous est le Coricancha, temple du Soleil de Cuzco. Ce temple, principal dans l'empire, servait aussi de lieu de culte à d'autres entités divines comme Mama Quilla, la Lune et Illapa divinité de la foudre, de l'éclair et du tonnerre.
Le temple du Soleil à Cuzco, véritable saint des saints de l'empire n'a pas subsisté aux ravages de la conquête. Il n'en reste aujourd'hui que quelques descriptions ainsi que quelques murs témoins de la splendeur de l'ouvrage. Il fut construit avec des pierres de taille s'ajustant parfaitement les unes dans les autres, sans ciment. Sa circonférence faisait plus de 365 mètres. À l'intérieur du temple trônait, entre autres trésors, un disque d'or représentant le Soleil ainsi qu'une représentation du panthéon Inca. Il s'y trouvait également un jardin sacré où tous les éléments de la nature étaient représentés sous la forme de statuettes entièrement en or, métal symbolique du Soleil.
En signe d'allégeance ou de véritable vénération, les peuples soumis par les Incas bâtirent dans leurs provinces de nombreux lieux de culte du Soleil. Certains sont encore visibles de nos jours, ils témoignent de l'extension géographique du culte. Au Pérou, on trouvera le temple de Vilcashuaman. Près du plus haut sommet du Pérou, le Huascaran, se trouvait un temple où avaient lieu des sacrifices. En Bolivie, un temple du Soleil avait aussi été érigé sur la Isla del Sol du lac Titicaca. À Caranqui, Équateur, se trouve un temple qui autrefois contenait des jarres pleines d'or et d'argent.

La principale fête de l'empire était l'Inti Raymi. Elle se déroulait au solstice d'hiver pour eux, le 21 juin, et était le jour le plus court. En remerciement à toutes les bonnes choses de l'année précédente, elle servait également à demander la protection du Soleil pour les semences qui allaient commencer bientôt.
Pour l'office du culte, les chroniqueurs nous rapportent qu'un tiers des terres cultivées dans les communautés étaient attribuées au Soleil. La mise en culture de ces terres constituait à la fois une forme de culte et une forme d'imposition économique.

### Adoration de Viracocha
Bien que le culte du Soleil soit apparu comme le culte officiel institué dans l'empire, il apparaît au travers de nombreux récits et témoignages que les Incas observaient une vénération envers un dieu créateur/civilisateur désigné sous le nom de Pachacamac sur les côtes du Pérou et Viracocha dans les hautes terres de l'empire. Ce dieu bénéficiait d'une situation toute différente de celle du Soleil ; en effet, pour ce dieu, ni terres consacrées, ni temples, tout juste le fameux temple de Pachacamac au Pérou. Les prières incas qui nous sont parvenues attestent pourtant d'une ferveur et de considérations spirituelles se rapprochant d'un culte monothéiste. Inca Garcilaso de la Vega nous rapporte que Viracocha aurait été le véritable dieu des Incas, le Soleil étant quant à lui une divinité de vitrine dans les Andes animistes.
Toutefois, il est bon de préciser que Viracocha, ou Wiraqocha, est un dieu bien antérieur aux Incas, commun à toutes les cultures pré-incas. Pachacamac est un dieu de la côte centrale du Pérou, dont les origines sont incertaines. Quoi qu'il en soit, les premières traces du site de Pachacamac remontent à l'époque de la civilisation Lima. C'est cependant avec la civilisation Ishmay, civilisation locale qui se situait entre les fleuves Rimac et Lurin (100-1450 apr. J.-C.), que ce site connaît son apogée.

### Culte rendu auxHuacas
Lorsque les Incas imposent le culte du Soleil, ils « destituent » les dieux locaux mais n'interdisent pas l'exercice des croyances animistes qui dans l'ensemble conforte et renforce le culte du Soleil qui se pose en clé de voûte du système. Parmi les croyances tolérées figure le culte aux Huacas. Dans la langue Quechua, le terme Wak'a, qu'Alfred Métraux considérait comme l'équivalent approximatif du concept de fétiche, peut désigner tout objet ou lieu qui sort de l'ordinaire et considéré comme sacré ; par extension, cela désigne tout ce qui est susceptible de faire l'objet d'un culte dans le contexte animiste. Les huacas peuvent être soit des personnages, soit un élément naturel particulier, un lieu de l'espace géographique (comme une montagne, un lac, une rivière, une source, une caverne, une roche singulière, ou même un arbre, et jusqu'aux astres comme le soleil et la lune), soit encore un artéfact ou édifice comme un site sacré, un sanctuaire, un temple, un tombeau ; les momies des ancêtres font partie des huacas les plus importantes d'un ayllu particulier, et a fortiori les momies des empereurs (Sapa Inca) passés, qui faisaient l'objet d'un culte par leur panaka (ou lignage d'un Inca), et étaient jalousement conservées par celle-ci dans l'ancien palais de l'empereur décédé. Elles pouvaient être exposées hors de leur sanctuaire lors de cérémonies annuelles, tout comme les statues des empereurs défunts l'étaient hors du Temple du Soleil (Coricancha) lors des mêmes cérémonies, sur la grand'place du Cuzco, l'Huacaypata.
Toutes les huacas sont donc investies d'une dimension à la fois ancestrale (cosmogonique) et spirituelle sacrée : ainsi elles sont associées à une divinité particulière, ou plus exactement elles représentent un objet ou un lieu où réside un esprit, comme dans toutes les religions animistes. De même chaque ethnie avait une huaca originelle, nommée paqarina, « c'est-à-dire une matrice tribale d'où ils faisaient procéder leur ancêtre-fondateur. » Cette paqarina était un rocher sacré ou une grotte matricielle : ainsi, comme l'ont rapporté les premiers chroniqueurs espagnols du XVIe siècle, « la paqarina de l'ethnie inca était la grotte de Paqariqtampu située à une trentaine de kilomètres au sud du Cuzco » d'où procède l'exode légendaire des frères Ayar (voir les sections et articles connexes : Récit originel inca et Manco Cápac).
Il existait des huacas partout sur le territoire inca. Mais elles étaient réputées alignées selon les lignes imaginaires rituelles des Ceques qui rayonnaient depuis le centre cérémoniel le plus important de l'empire : le Coricancha. Ces sites sont parmi les lieux saints les plus importants pour la population de l'empire inca. De nombreux sacrifices y étaient pratiqués, quotidiennement, saisonnièrement et annuellement, pour satisfaire ces dieux. Sacrifices et intermédiaires permettaient aussi aux chefs spirituels de la communauté de communiquer avec les huacas (les esprits), afin d'obtenir des conseils ou de l'aide.

### Prêtres et «femmes choisies»

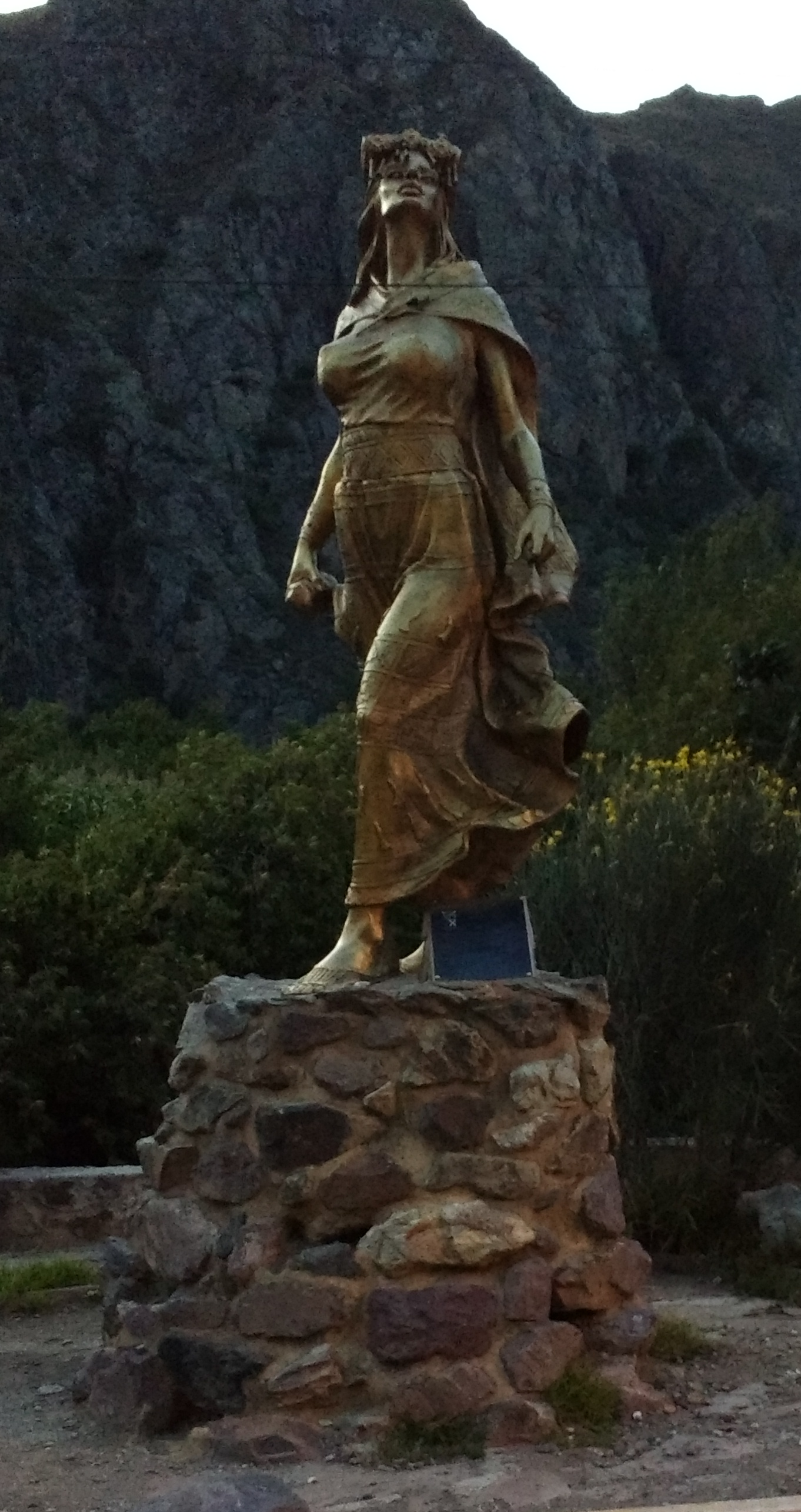
Statue de la Princesse (Ñusta) Kura Oqllo (Cura Ocllo), à Ollantaytambo (vision d'artiste). Elle était la Coya, sœur et épouse royale de Manco Capac II, l'un des derniers empereurs (Sapa Inca), premier roi de Vilcabamba et initiateur de la résistance inca à la domination espagnole.

Les prêtres vivaient dans tous les temples et autres sanctuaires religieux importants. Ils remplissaient les fonctions de devins, sorciers, et médecins. Le titre de prêtre en chef à Cuzco était Villac umu. Celui-ci était marié et son autorité était en concurrence avec celle de l'Inca. Villac umu avait le pouvoir sur tous les temples et édifices religieux, et il pouvait nommer ou révoquer les prêtres.
Les « femmes choisies », appelées aclla (« vestales » ou, pour les Espagnols, « vierges du Soleil ») étaient au service du Dieu-Soleil (Intip-aclla) ou de l'Inca (Incap-aclla). Elles devaient suivre une formation particulière et seules les plus qualifiées étaient choisies dès leur plus jeune âge. Elles vivaient dans la aclla-huasi (« maison des aclla ») et consacraient la plupart de leur temps à tisser les vêtements portés par l'Inca et les prêtres.
Les princesses de sang royal étaient les Ñustas, et l'une d'entre elles était appelée à devenir la Coya, l'épouse principale de l'Inca.

### Divination
La divination tenait une place prépondérante dans la civilisation inca. Avant chaque action, on faisait appel à celle-ci et rien d'important ne pouvait être entrepris sans avoir auparavant consulté les auspices. La divination était utilisée aussi bien pour diagnostiquer des maladies que pour prédire le déroulement des batailles, exorciser ou punir un crime. La divination permettait aussi de déterminer quels sacrifices devaient être faits, et à quels dieux. Les Incas croyaient que la vie était contrôlée par des forces invisibles. Pour les représenter, les prêtres avaient recours à la divination.
Il existait plusieurs méthodes de divination : on pouvait observer des araignées se déplacer ou analyser la disposition que les feuilles de coca prennent sur une assiette plate. On pouvait boire aussi de l'ayahuasca qui a des effets hallucinogènes en affectant le système nerveux central. Cette boisson permettait d'entrer en contact avec des puissances surnaturelles. Des prophéties pouvaient être aussi faites à partir de l'étude des poumons d'un Lama blanc sacrifié.

### Offrandes et sacrifices
Les sacrifices et offrandes étaient quotidiens. Dédiés aux dieux ou aux huacuas, ils rythmaient la vie du peuple. Les Incas offraient certaines choses qu'ils considéraient comme honorables aux yeux des dieux, surtout de la Pachamama, la Terre-Mère. Ces offrandes pouvaient prendre entre autres la forme d'épis de maïs ou de feuilles de coca.

#### Les sacrifices d'animaux
À chaque occasion importante, on offrait un sacrifice. L'animal le plus utilisé était un lama. Beaucoup de sacrifices étaient quotidiens afin de célébrer le culte du soleil.

#### Les sacrifices humains
Si sacrifices humains il y avait, ils se faisaient lors de périodes de grands troubles, lorsque l'Inca était malade ou décédé, par exemple.
Les personnes, hommes, femmes ou enfants offerts en sacrifice devaient être en bonne condition physique et de parfaite constitution. Les victimes des sacrifices étaient souvent prises parmi les peuples défaits et considérées comme une partie du tribut.
Selon la légende, une petite fille de dix ans, Tanta Carhua, avait été choisie par son père pour être sacrifiée à l'empereur Inca. L'enfant, supposée physiquement parfaite, fut donc envoyée à l'empereur à Cuzco où des fêtes et des parades furent données en l'honneur de son courage. Elle a été enterrée vivante dans une tombe des montagnes andines.
Les enfants, considérés purs, rencontraient l'empereur et des célébrations étaient faites en leur nom. Selon les croyances des incas, l'enfant sacrifié devenait un dieu une fois emporté par la mort. Avant d'être enterré vivant, l'enfant buvait de la chicha, un alcool, apparemment pour atténuer la perception de ses sens. Pour l'honorer, les prêtres conduisaient des cérémonies qui l'accompagnaient tandis que son esprit quittait la terre.
[Voir aussi la section Rites et manifestations religieuses de l'article dédié à la Civilisation inca.]

### Décès de l'Inca
Pour escorter l'Inca dans son voyage dans l'autre monde, deux de ses femmes, un serviteur et un guerrier étaient sacrifiés le jour de sa mort. Prétendument volontaires, ils étaient choisis dès leur plus jeune âge.